# Насібулін Владислав Олегович
Насібулін Владислав Олегович (нар. 6 липня 1989, Дебальцеве, Донецька область) — український футболіст, півзахисник ФК Гірник-Спорт. Відомий, насамперед, завдяки своїм виступам за донецький «Шахтар-3» та юнацьку збірну України.

## Клубна кар'єра
Вихованець юнацьких команд «Металург» (Донецьк) та «Шахтар» (Донецьк). У дорослому футболі дебютував 6 серпня 2006 року за команду «Шахтар-3», вийшовши у стартовому складі проти красноперекопського «Хіміка». За донецьку команду зіграв 69 матчів, забив 12 голів, провівши загалом тут 3 сезони своєї ігрової кар'єри.
У сезоні 2010 року дебютував за маріупольський «Іллічівець», перейшовши до клубу на правах оренди. Протягом одного сезону у складі команди встиг відіграти 13 матчів і відзначитися 1 голом у ворота футбольного клубу «Буковина».
2012 року приєднався до складу кіровоградської «Зірки». За команду з Кіровограда зіграв 26 матчів в національному чемпіонаті. По закінченню сезону 2012–2013 покинув команду.
Починаючи з сезону 2013–2014 виступав за ФК «Полтава». Грав під 89 номером.
У серпні 2018 року як вільний агент став гравцем клубу «Мінськ».

## Статистика виступів

### Статистика виступів за збірну
class="wikitable" style="font-size: 95 %"
| № | Дата            | Суперник | Рахунок | Голи |
| 1 | 19 вересня 2005 | Бельгія  | 2:0     | -    |